# Castillo de Bélmez de la Moraleda
El castillo de Bélmez de la Moraleda se encuentra situado a unos tres kilómetros del pueblo homónimo. Al parecer, es de factura musulmana, de mediados del siglo XIII.

## Descripción
Se ubica a media ladera de un gran macizo montañoso, a una altitud de 1010 metros, controlando una pequeña vega que se abre hacia el Sur. Dicho macizo montañoso, que alcanza picos de 1550 metros de altura, le servía de protección.
En el Castillo de Bélmez cabe distinguir tres recintos; la torre del homenaje, el alcazarejo o castillo y la albacara.
La Torre del Homenaje es de planta rectangular (18,15 x 14,80 metros); se encuentra en el centro de la fortificación y debió de alcanzar los 20 metros de altura. Toda su obra está actualmente hundida, pero se puede ver claramente que tuvo tres pisos. El primero, a nivel del suelo, cubriría un sótano o aljibe con bóveda apuntada de grandes proporciones. El primer piso comprendía una sala alargada cubierta por una bóveda reforzada con dos arcos fajones y otros dos, más bajos, situados en la cabecera y el pie del edificio, todos ellos están levemente apuntados. Aparte del vano de la puerta, adintelado y de unos 1,85 metros de altura, se abren cuatro saeteras al exterior. Al segundo piso se accedía por una escalera de obra exenta que tuvo dos vuelos. Toda la obra es de mampostería regular muy ripiada, con sillería en ángulos, puertas y demás vanos. El interior es de mampostería más menuda y con yeso y ladrillo. Posee dos grandes ventanas.
En segundo lugar está El Alcazarejo o Castillo. Ocupa la explanada alargada de un promontorio al oeste de la Torre del Homenaje. Actualmente está muy arruinado y cubierto de vegetación y tierra. Se construyó excavando parcialmente la ladera, rellenándose el interior hasta quedar el nivel del suelo a la altura del adarve. Tiene planta rectangular (55 x 28 metros) y conserva siete torreones, cuatro de planta cuadrada y 3,50 metros de lado, y uno rectangular de 8 x 5 metros; también hay dos torreones semicirculares en el lado noroeste, uno de ellos con restos de almenado. Fuera del castillo propiamente dicho hay restos de un posible aljibe, de planta rectangular, muy enlucido con mortero.
Por último, tendríamos El Albacar, que ocupa un terreno notablemente extenso, apurando el segundo nivel del cerro. De los muros de este recinto quedan escasos vestigios, que apenas nos permitirían adivinar su trazado si no fuera porque el fuerte talud que los precedía lo hace evidente.
Los muros son de mampostería regular y relleno de piedras y barro. En la parte superior de la alcazaba, junto al castillo, hay un friso enlucido de 8 metros de largo y los restos de una torre que pudiera ser el alminar de una mezquita. También existe una torre albarrana, para cubrir los ángulos muertos de la fortaleza. Los dos recintos amurallados concéntricos delimitarían un área de hábitat anejo al castillo propiamente dicho.

## Historia
Parece que tanto el castillo como el albacar son obras musulmanas de la segunda mitad del siglo XIII, siendo la Torre del Homenaje obra castellana, ejecutada una vez conquistada la plaza en 1316.
El origen islámico del castillo y del asentamiento asociado parece ser corroborado por la toponimia. Según algunos autores, el término "Bélmez" tiene un claro origen árabe (alrededor del siglo XI). Su significado literal "abrigo, vestido", estaría asociado a la protección que le ofrecía el círculo montañoso que rodea a la pequeña vega que controla. Tal protección era, por otra parte, un importante obstáculo que impedía el control visual del Valle del Jandulilla, por lo que, una vez que el castillo fue conquistado por los castellanos, fueron construidas dos Torres, la del Sol y la del Lucero, en las alturas próximas para vigilar este importantísimo paso natural. Esta pervivencia de la toponimia árabe parece bastante común en esta zona, pudiéndose identificar a través de emplazamientos concretos y materiales cerámicos ciertos enclaves con un desarrollo común dentro del mismo proceso histórico: Bélmez, Larva, Huelma,...
Según T. Quesada (1989), sería en época nazarí cuando este castillo alcanzaría su mayor importancia estratégica, como elemento clave en la defensa del Valle del río Jandulilla. 
Bélmez formaba parte del alfoz que Fernando III había prometido entregar a Baeza en 1243 para cuando se conquistase. Pero el pacto de Jaén de 1246 entre Fernando III y Muhammad I dejó el castillo en tierra musulmana y selló su destino ulterior de plaza fronteriza nazarí con el Reino castellano. En julio de 1316 Don Pedro, infante de Castilla, tomó la fortaleza después de un asedio de veintiún días. En 1368, aprovechando la guerra civil que enfrentaba a la nobleza castellana, los nasríes reconquistaron Bélmez y otras plazas cercanas. Tras los intentos fallidos de 1431 y 1436, será en 1448 cuando las gentes del Concejo de Baeza arrebaten definitivamente el castillo a los granadinos. En 1464 sufriría asedio por los partidarios de la nobleza frente al rey Enrique IV, circunstancia que se repetiría en 1476. Una vez conquistada Granada, el castillo debió de perder su función defensiva. Una de las modificaciones significativas realizada por los castellanos una vez desaparecido el peligro fronterizo, fue el de trasladar a la población al actual pueblo de Bélmez de la Moraleda, a unos tres kilómetros al sur del castillo. En la segunda mitad del siglo XVI, la Relación de Pueblos ordenada por Felipe II nos informa de que tanto la villa de Bélmez como el castillo lo tiene a censo perpetuo concedido por la Ciudad de Granada, D. Alonso de Carvajal, señor de la Casa de Jódar.
En superficie se encuentran fragmentos de cerámica vidriada de color melado con goterones de manganeso, predominando las formas abiertas. También hay abundante cerámica nazarí y bajo medieval cristiana.